# Giovanni Sgambati
Giovanni Sgambati, pianista de notable virtuosisme, va ser un compositor, director i professor italià, nascut a Roma el 28 de maig de 1841 i mort en aquesta ciutat el 14 de desembre de 1914.

## Biografia
Fill d'un advocat romà i de mare anglesa, va començar a estudiar piano amb Amerigo Barlini i es va presentar al públic als sis anys. El 1849, amb la seva família a Trevi, va treballar amb Natalucci. De nou, a Roma el 1860, va estudiar contrapunt amb Giovanni Aldega. El 1862 es va convertir en estudiant i amic de Franz Liszt, el defensor del qual va ser durant tota la seva vida.
Estava fascinat per la música alemanya de Mendelssohn, Schumann, Brahms i Liszt. Va defensar ardentment l'obra de Beethoven i va fer les primeres interpretacions de l'Eroica (Simfonia núm. 3) i el cinquè concert per a piano conegut com "L'emperador" (Concert per a piano núm. 5) a Roma als anys 60 del segle xx.
El 26 de febrer de 1866 va inaugurar a Roma la monumental Simfonia Dante de Liszt i va ser en aquest moment quan va començar a compondre. El 1867 va dirigir la primera part de l'oratori Christus de Liszt. El 1869 va anar a Alemanya on va conèixer Anton Rubinstein i va escoltar, per primera vegada, obres de Richard Wagner. El 1871 va conèixer el mestre de Bayreuth que, després d'haver passat pel Quintet amb piano que acabava d'escriure, el va recomanar al seu editor de Magúncia: Schott. Això va assegurar, fins a la mort de Sgambati, la publicació de nombroses obres.
A més de la música de cambra, a la dècada de 1870 va escriure la seva partitura més famosa: el seu concert per a piano en sol menor, opus 15 així com la seva primera simfonia en re menor. Va rebutjar el càrrec, deixat vacant per Nikolai Rubinstein, al Conservatori de Moscou.
A la dècada de 1880 va fer nombroses gires com a pianista i director d'orquestra. Així va anar a Anglaterra el 1882 i a París el 1884 on va conèixer Jules Massenet. El 1886, va succeir a Liszt com a membre de l'Institut de França. El 1887, va fer un concert a Colònia i va dirigir un concert a Roma en memòria de Wagner.
El 1868 va fundar una classe de piano gratuïta annexada a lAccademia Nazionale di Santa Cecilia de Roma, que el govern va reorganitzar amb el nom de Liceo Musicale (1877) i que es va convertir així en l'escola de música més gran d'Itàlia.
El 1893, també va fundar la Filarmonica Romana a Roma.
La seva música va patir la influència alemanya en dedicar-se gairebé exclusivament a la música instrumental.

## Obres
Música per a orquestra

- Symphonie n° 1 en ré mineur op. 16 (Rome, 28 de març de 1881)
- Symphonie n° 2 en mi bémol majeur (1883)
- Concerto pour piano en sol mineur op. 15 (1878-1880)
- Epitalamio sinfonico (1887)
- Te Deum laudamus pour orchestre à cordes et orgue (1893)
- Ouverture Cola di Rienzo (1866)
- Ouverture «Cola di Rienzo», partició perduda i trobada al segle XXI.

Música de cambra

- Quintette avec piano n° 1 en fa mineur, op. l 4 (1866)
- Quintette avec piano n° 2 en si bémol, op. 5
- Quatuor à cordes en ut dièse mineur, op. 17 (1882)
- Deux Pièces pour violon et piano, op. 24 (1890)
- Gondoliera pour violon et piano, op. 29 (1894)

Música sacra

- Rèquiem per a baríton, cor mixt, orquestra i orgue, op. 38 (1895/96; 1896 Roma), arranjat pel compositor per a piano

Altres

- Melodies;
- Peces per a piano i nombroses transcripcions.

## Font
- Theodore Baker i Nicolas Slonimsky (trad. de l'anglès per Marie-Stella Pâris, pref. Nicolas Slonimsky), Dictionnaire biographique des musicians [«Baker's Biographical Dictionary of Musicians»], t. 3: P-Z, París, Robert Laffont, coll. “Llibres”, 1995 (reimprès 1905, 1919, 1940, 1958, 1978), 8a ed. (1a ed. 1900), 4728 p. (ISBN 2-221-07778-4), pàg. 3829